# WASHING
『WASHING』（ウォッシング）は、永井真理子6枚目のオリジナル・アルバム。1991年6月26日にファンハウスから発売された。

## 概要
前作『POCKET』を挟み、1年2ヶ月ぶりの新作。先行シングル「ハートをWASH!」を収録。「私の中の勇気」は「愛こそみんなの仕事」と両A面でシングルカット。スタジオ・アルバムで初のオリコンチャート1位。

## 収録曲
| 全編曲: 根岸貴幸（#9, 編曲: 吉川忠英、#10, 編曲: 萩田光男）。 |                        |                      |            |       |
| #                                                             | タイトル               | 作詞                 | 作曲       | 時間  |
| 1.                                                            | 「Keep On Running」    | 陣内大蔵             | 北野誠     | 4:11  |
| 2.                                                            | 「ワイルドで行こう」   | 亜伊林               | 藤井宏一   | 3:22  |
| 3.                                                            | 「愛こそみんなの仕事」 | 亜伊林               | 前田克樹   | 4:10  |
| 4.                                                            | 「ハートをWASH!」      | 浅田有理             | 北野誠     | 3:52  |
| 5.                                                            | 「私の中の勇気」       | 永井真理子・金子文枝 | 前田克樹   | 3:50  |
| 6.                                                            | 「こんな人生もありよ」 | 永井真理子           | 前田克樹   | 3:27  |
| 7.                                                            | 「夏のはじまり」       | 浅田有理             | 辛島美登里 | 4:27  |
| 8.                                                            | 「Say Hello」          | 亜伊林               | 北野誠     | 5:43  |
| 9.                                                            | 「ピンクの魚よ」       | 永井真理子           | 吉川忠英   | 5:19  |
| 10.                                                           | 「揺れているのは」     | 亜伊林               | 辛島美登里 | 4:43  |
| 合計時間:                                                     | 合計時間:              | 合計時間:            | 合計時間:  | 43:04 |